# Lisa Gruber
Lisa Gruber (* 26. Dezember 2004) ist eine österreichische Leichtathletin, die sich auf den Stabhochsprung spezialisiert hat.

## Sportliche Laufbahn
Erste Erfahrungen bei internationalen Meisterschaften sammelte Lisa Gruber im Jahr 2021, als sie bei den U20-Europameisterschaften in Tallinn mit übersprungenen 4,15 m die Bronzemedaille im Stabhochsprung gewann. 2025 wurde sie bei der 2. Liga der Team-Europameisterschaft in Maribor mit 4,15 m Vierte im A-Finale, ehe sie bei den U23-Europameisterschaften in Bergen mit 3,95 m auf den elften Platz gelangte.
In den Jahren 2021, 2022 und 2024 wurde Gruber österreichische Staatsmeisterin im Stabhochsprung im Freien sowie 2021 und 2024 in der Halle.